# Philipp Rohr
Philipp „Fips“ Rohr (* 10. August 1918 in Mannheim; † 30. September 2007 ebenda) war ein deutscher Fußballspieler und -trainer. Als Spieler war er vor und nach dem Zweiten Weltkrieg für den VfR Mannheim aktiv. Als Trainer war er zwischen 1949 und 1973 unter anderem beim VfR und bei VfL Neckarau tätig.

## Karriere

### Spieler, 1930–1948
Das Fußballspiel im Verein begann Philipp Rohr im Alter von zwölf Jahren in der Schülermannschaft der Blau-Weiß-Roten vom VfR Mannheim. Zuvor hatte er fast täglich auf der Straße und auf dem Pausenplatz der K5-Schule am Luisenring Fußball gespielt. Philipp Rohr bemerkte hierzu später: „Ball und Straße gaben uns Jungen damals die Möglichkeit, unsere Freizeit unbeschwert zu verbringen.“
Das Talent zum Fußballspiel wurde ihm von seinem Vater in die Wiege gelegt. Dieser war vor und während des Ersten Weltkriegs der schnelle und schussstarke Rechtsaußen des MFC Phönix Mannheim. Die vier Brüder des Vaters spielten ebenfalls bei Phönix. Sie waren gute beziehungsweise hervorragende Fußballer. Der jüngste Bruder und somit Philipps Onkel, „Ossi“ Rohr, wurde 1932 Meister mit dem FC Bayern und absolvierte 1932 bis 1933 vier Spiele in der deutschen Fußballnationalmannschaft.
Nach Durchlauf der diversen Jugendmannschaften des VfR Mannheim gehörte Philipp Rohr von 1936 bis 1944 der ersten Mannschaft an und absolvierte in der Gauliga Baden insgesamt 85 Spiele und erzielte sechs Tore. Nach dem Zweiten Weltkrieg spielte er bis zur Runde 1947/48 in der Oberliga Süd. Am 8. März 1936 bestritt Philipp Rohr als Halblinker das erste Ligaspiel mit dem VfR Mannheim. Das Spiel fand im Freiburger Mösle-Stadion gegen den dortigen FFC statt.
In den Jahren 1938, 1939, 1943 und 1944 war Philipp Rohr aktiv am Gewinn von vier Meistertiteln in der Gauliga Baden beteiligt. An der Seite der Mitspieler Philipp Henninger, Kurt Langenbein, Walter Danner, Eugen Rößling und Karl Striebinger feierte er diese Erfolge.
Ebenfalls in diesen Jahren nahm Philipp Rohr an vier Endrunden um die deutsche Fußballmeisterschaft teil. Am 18. April 1938 feierten die Rasensportler des VfR Mannheim in der Glückauf-Kampfbahn einen 2:1-Auswärtserfolg über den favorisierten Titelverteidiger Schalke 04. Schalke und der VfR waren nach den Gruppenspielen punktgleich mit 8:4 Punkten. Die „Knappen“ setzten sich lediglich durch ein besseres Torverhältnis gegen Mannheim durch. In den weiteren Endrunden ragten die Spiele gegen Admira Wien, 1. FC Nürnberg und den FV Saarbrücken heraus. Nach dem Erfolg im Badischen Pokal scheiterte der VfR Mannheim erst im Viertelfinale des Tschammer-Pokals. Am 3. Oktober 1943 unterlag er mit 3:5 Toren dem Dresdner SC. Philipp Rohr versuchte als Mittelläufer, die Mannen um Helmut Schön am Weiterkommen zu hindern.
Der zumeist als Außenläufer agierende Rohr vertrat die Mannheimer Farben sowohl in Stadtauswahlvergleichen als auch in Repräsentativspielen des Gaus Baden und Süddeutschlands. 1938 spielte Philipp Rohr mit einer deutschen B-Auswahl unter der sportlichen Leitung von Karl Hohmann in Island. Als Studentennationalspieler war er am Gewinn der Studentenweltmeisterschaft 1939 in Wien beteiligt. Mit einer Luftwaffenauswahl war Philipp Rohr 1941 zu einem Spiel in Barcelona. Seine Spielkameraden waren u. a. Josef Fath, Willy Jürissen, Alfons Moog, Reinhold Münzenberg und Ludwig Janda. Ricardo Zamora hütete das Tor der spanischen Mannschaft.
Im Januar 1945 wurde Philipp Rohr aus dem französischen Kriegsgefangenenlager Pouxeux in Épinal entlassen. Er kehrte nach Mannheim zurück und war beim Start der Oberliga Süd 1945/46 wieder aktiv für den VfR Mannheim im Einsatz. In der Oberliga Süd bestritt er von 1945 bis 1948 47 Spiele für den VfR Mannheim. Am 18. Januar 1948 nahm Philipp Rohr am Nachholspiel gegen RW Frankfurt teil. Er erzielte in der 77. Minute sein erstes und letztes Tor in der Oberliga. Das Spiel wurde mit 5:1 Toren am Platz an den Brauereien gewonnen. Das Spielende war zugleich der Abschied Philipp Rohrs von seiner Zeit als Aktiver beim VfR. In der folgenden Saison 1948/49 spielte er noch für die TSG Rohrbach.

## Trainer

### VfR Mannheim, 1949–1962
Seit 1949 war „Fips“ Rohr als Jugendtrainer beim VfR Mannheim tätig. Seine Jugendtrainertätigkeit beim VfR gipfelte im Gewinn der süddeutschen A-Jugendmeisterschaft im Jahre 1959.
Die Ausbildung von jungen Menschen war seine Passion. Im Auge hatte Philipp Rohr jedoch nicht nur die Ausbildung leistungswilliger Fußballer, sondern vielmehr die Förderung sich dem Leben stellender Persönlichkeiten. Nicht in erster Linie seine Vergangenheit als Leistungsfußballer qualifizierte Philipp Rohr für die Aufgabe des Jugendtrainers – vielmehr empfahlen ihn seine Erfahrung als Familienvater sowie seine Ausbildung zum Pädagogen. Philipp Rohr absolvierte das Abitur im Jahre 1937 am Lessing-Gymnasium. Es folgten das Staatsexamen für das höhere Lehramt und die Anstellung als Studienreferendar in den Unterrichtsfächern Sport, Erdkunde, Französisch und Geschichte am Mannheimer Lessing-Gymnasium im Jahre 1943 beziehungsweise 1947.
Die Schule des Jugendtrainers „Fips“ Rohr durchlief unter anderem Theodor „Teddy“ Laumann. Dieser galt in den 1950er Jahren als großes Talent. Er brachte es auf 2 B-Länderspiele und ein Juniorenspiel im Jahre 1956. Seine ehemaligen A-Jugendspieler Hans Arnold, Dieter Sagray und Hans-Jürgen Wäckerle führte Philipp Rohr in die Stammformation des VfR Mannheim.
Nach vier Spieltagen der Runde 1959/60 wurde Philipp Rohr die Aufgabe des Cheftrainers beim VfR Mannheim übertragen. Die Rasensportler standen mit 0:8 Punkten und 4:16 Toren am Tabellenende der Oberliga Süd. Unter seiner Trainerregie wurde die Klasse erhalten. Die Runde konnte auf dem 10. Tabellenrang abgeschlossen werden. Im Ganzen dauerte seine Verpflichtung drei Runden an. Nach der Saison 1961/62 übergab Philipp Rohr die Mannschaft der Rasenspieler an seinen Nachfolger Helmut Kronsbein. Erfolgreich integriert war zu diesem Zeitpunkt bereits der neue Torjäger Rudolf Bast vom FV Speyer.

### VfL Neckarau, 1962–1973
Elf Jahre übte der Mann vom VfR Mannheim das Amt des Trainers beim VfL Neckarau aus. Die gesamte Spanne von Aufstieg über Meisterschaft bis hin zum Abstieg durchlebte Philipp Rohr in seiner Dekade in Neckarau. Sportlicher Höhepunkte war der Aufstieg in die Regionalliga Süd im Jahre 1968. Bemerkenswert waren die Spiele gegen Karlsruher SC, Freiburger FC, SV Waldhof und VfR Mannheim in der Runde 1967/68. Weitere Höhepunkte stellten die Spiele um die deutsche Amateurmeisterschaft 1970 dar. Der VfL Neckarau unterlag in der Verlängerung des Halbfinales dem Titelverteidiger SC Jülich 1910.
Die Trainertätigkeit in Neckarau trug für Philipp Rohr sehr persönliche Züge, da fünf Söhne Teil seiner Mannschaft waren. Der im Jahre 1971 zum Gymnasialprofessor ernannte „Fips“ Rohr war in dieser Konstellation in besonderem Maße als Pädagoge gefordert. Hart, aber gerecht, war seine Devise, Begeisterung und voller Einsatz waren seine Belohnung.
Philipp Rohr bezeichnete die Zeit im Waldweg-Stadion als „eine wundervolle, abwechslungsreiche Epoche. Es war eine Zeit, in der das Geld für alle Beteiligten nur eine untergeordnete Rolle spielte. Vor allem, weil keines vorhanden war“. Philipp Rohrs persönliches Aufgabenfeld erstreckte sich weit über die sportliche Verantwortung. Vorstandsfunktionen wechselten sich mit Platzwartarbeiten ab. Philipp Rohr war das „Mädchen für alles“.
Philipp Rohr hielt die Fahne der sportlich-pädagogisch-methodischen Zielsetzung hoch. Er formte Spieler, die stolz darauf waren, ihr Trikot durchzuschwitzen. Sportliche Leistung zu erbringen reichte nicht aus. Philipp Rohr betrieb Charakterbildung, wovon nicht zuletzt sein jüngster Sohn Gernot in seiner Tätigkeit als Trainer und Pädagoge ein Beispiel gibt. Mit Psychologie und Einfühlungsvermögen steuerte Philipp Rohr das Schiff der „Blau-Weißen“. Er ermutigte und begeisterte. Worte des Lobes wie auch der Kritik wusste er wohl zu setzen.
Nicht unwesentlichen Anteil an seinem Erfolg hatte seine zelebrierte „Mannemer Fußballschbrooch“. 1981 wurde „Fips“ Rohr mit dem „Bloomaulorden“ geehrt. Diese Auszeichnung der Stadt Mannheim wird Persönlichkeiten zuteil, die Mannheim auf typische Art und Weise vertreten. Philipp Rohr erwarb sich dieses besondere Verdienst, indem er mannheimerische beziehungsweise pfälzische Fußballidiome der Nachwelt erhielt.

### SV Waldhof Mannheim, 1973–1975
Philipp Rohr übernahm die Trainertätigkeit bei SV Waldhof nach dem zehnten Spieltag der Runde 1973/74. Der Verein konnte zu diesem Zeitpunkt ein Ergebnis von 8:12 Punkten verzeichnen. Das erste Spiel des neuen Trainers fand am 20. Oktober 1973 statt. Es war ein Heimspiel der letzten Runde der Regionalliga Süd. Der Gegner hieß VfR Mannheim. Vor 10.000 Zuschauern endete das Spiel der zwei Stadtrivalen 1:1 unentschieden. Das Rückspiel gewann Waldhof am 16. März 1974 mit 7:4 Toren. Rohr führte seine Mannschaft, die Nachfolger von Otto Siffling, auf den 7. Tabellenplatz. Der Einzug in die neu installierte 2. Bundesliga Gruppe Süd war somit gelungen. In der Saison 1974/75 platzierte Philipp Rohr seinen Verein mit 40:36 Punkten auf dem achten Tabellenplatz.
Im Dezember 1974 sah sich Philipp Rohr dem Wechsel Bernd Försters zum FC Bayern München gegenüber. Jedoch wurde die Lücke verzuglos gefüllt. Gernot Rohr, Philipp Rohrs jüngster Sohn, wechselte von Bayern München zum SV Waldhof. Ein weiterer Sohn spielte unter der Regie des Vaters: Volker Rohr kam auf 26 Einsätze beim SV Waldhof.
Trainer Rohr legte mit der Etablierung des Vereins in der 2. Bundesliga die Grundlage für seine Zukunft im Profifußball.
Seit Frühjahr 1972 nahm „Fips“ Rohr die Funktion des erkrankten Verbandssportlehrers Jupp Schneider beim Badischen Fußballverband in Karlsruhe wahr. Er führte die Badische Amateurauswahl in das Finale des Länderpokals, das am 11. Mai 1972 in Weinheim in Baden stattfand. Baden gewann mit 2:1 Toren gegen Niedersachsen. Unter den Augen des Ex-Bundestrainers Sepp Herberger dominierte an diesem Tag die Mannheimer Fußballschule. Zur Dominanz trugen, neben Gernot und Volker Rohr, Poly vom VfL Neckarau, Sebert, Bartels, Träutlein und Harms von Waldhof Mannheim sowie die Rasensportler Kraus und Spankowski bei.

## Ergänzung der Trainer-Stationen
- 1952–1956 BSC Oppau; Meister 1952/53 und Aufstieg in die 2. Liga Südwest
- 1958 Tura Ludwigshafen, Oberliga Südwest
- 1981 Makkabiade in Israel mit der deutsch-jüdischen Auswahl
- 1981 Deutscher Schulvizemeister; „Jugend trainiert“

## Mannemer Fußballschbrooch
Über das Spiel des VfR in seinen guten Zeiten:
„Die Rasehewwel hawwe also ihren Schdiel gehabbd, long und drogge, schdeile Pässe, genaue Deckung, Fliggelschdürmer müsse viel oigsedsd werre. Flonge schlage un donn en Mordsbumms“, so sah das einfache Konzept der schnellen, aus der Tiefe angelegten Spielweise aus. Auf Hochdeutsch: „Die 'Rasenhobel' hatten also ihren Stil gehabt, lang und trocken, steile Pässe, genaue Deckung, Flügelstürmer müssen viel eingesetzt werden. Flanken schlagen und dann einen Mordsbumms“.

## Sonstiges
Rohr, der als Lehrer am Mannheimer Lessing-Gymnasium tätig war, hatte mit seiner Ehefrau Elisabeth (geb. 1922) sieben Kinder: Günther, Rüdiger, Hagen †, Gernot, Helga, Volker † und Hans „Hannes“.